# Heather Meyers
Heather Leigh Meyers (Temecula, 18 aprile 1989) è un'ex pallavolista statunitense, di ruolo opposto.

## Carriera
La carriera di Heather Meyers inizia a livello scolastico con la squadra della Great Oak High School, con la quale gioca per altrettante stagioni. Continua poi a giocare per la University of Oregon, prendendo parte alla NCAA Division I senza ottenere grandi risultati dal 2007 al 2010.
Nella stagione 2011-12 inizia la carriera professionistica, giocando nella 1. Bundesliga austriaca, mentre nella stagione successiva gioca nella 1. Bundesliga tedesca per l'1. Volleyball-Club Wiesbaden. Nel campionato 2014 viene ingaggiata dalle Valencianas de Juncos, squadra della Liga Superior portoricana, senza tuttavia concludere la stagione.
Ritorna a giocare nella massima divisione tedesca nel campionato 2014-15, vestendo la maglia del Männerturnverein Stuttgart 1843, con cui vince la Coppa di Germania: si ritira al termine della stagione.

## Palmarès

### Club
- Coppa di Germania: 1

2014-15

### Premi individuali
- 2008 - NCAA Division I: Austin Regional All-Tournament Team